# Giovanni Hidalgo
Pour les articles homonymes, voir Hidalgo.
Giovanni Hidalgo (9 mars 1963 à San Juan (Porto Rico) est un percussionniste portoricain.
En 1980, il rejoint le groupe Batacumbele.
En 1981, il voyage à Cuba, où il fait la connaissance de Changuito.
En 1985, il joue avec Eddie Palmieri à New York et, en 1988, il rejoint le Dizzy Gillespie United Nations Jazz Orchestra.
Il a été professeur du Berklee College of Music à Boston mais, en 1996, il en démissionne pour se consacrer aux percussions en concert avec diverses formations. 
Il a joué notamment avec Charlie et Eddie Palmieri, Jack Bruce, Paul Simon, Art Blakey et d'autres. 
En 2001 il publie l'album "Jazz Descargas" avec les Conga Kings.
Hidalgo est à l'origine de la technique moderne des congas en partie inspirée de la technique des baguettes. La technique de Giovanni Hidalgo reste à ce jour inégalée aux congas.

## Discographie
- Worldwide
- Hands Of Rhythm
- Villa Hidalgo
- Time Shifter (1996)

## Apparitions
- Dizzy Gillespie's United Nation Orchestra, Live At The Royal Albert Hall
- Tito Puente's Golden Latin Jazz All-Stars, In Session
- Tito Puente's Golden Latin Jazz All-Stars, Live At Birdland
- Tito Puente's Golden Latin Jazz All-Stars, Live At The Playboy Jazz Festival
- McCoy Tyner Latin And His Latin Jazz All-Stars, McCoy Tyner And His Latin Jazz All-Stars
- Michel Camilo, One More Once (1994)
- McCoy Tyner Latin And His Latin Jazz All-Stars, Jazz À Vienne (1998)
- Eddie Palmieri, Listen Here (2005)
- The Brian Lynch & Eddie Palmieri Project, Simpatico (2006)
- Michel Camilo, Mano a mano (2011)